# アミタホールディングス
アミタホールディングス株式会社は、1977年創立のサステナビリティ分野のパイオニア企業。1979年に産業そのものの環境化を目指す事業を創業。環境問題や孤独問題など社会課題の解決を事業とするアミタグループの持株会社。
東京証券取引所グロース市場に上場している。

## 概要
天然資源の代替となる循環資源（サーキュラーマテリアル）を製造する100%再資源化サービス、循環型の新事業創出支援、環境認証審査（森林認証・水産認証）、廃棄物管理システム・サステナブルBPOの提供、持続可能なまちづくり支援など、持続可能な企業経営・地域運営への移行戦略支援サービスを展開している。

### ミッション
定款では「自然資本と人間関係資本の増加に資する事業のみを行う」ことを事業目的としている。
また、取締役の義務として、全てのステークホルダーの利益となる公益資本主義の経営を実践する「ステークホルダー経営」を定めている。

### ビジネススタンス
潜在的な社会ニーズを的確に捉え、先行投資型で新たなサービスとして具現化する「潜在的な社会ニーズの市場化」をコンセプトに掲げる。
コアコンピタンスは「不確実を確実に変える」情報編纂のノウハウ。これによって、すべてを無駄なく活用する循環型の社会デザイン事業を展開。

## 主な事業会社・関連会社
アミタ株式会社
持続可能な企業経営・地域運営への移行戦略支援「トランジションストラテジー事業」を展開。
企業のサステナビリティビジョンの策定や戦略立案、循環型の新事業創出、環境認証審査、循環型コミュニティデザインの設計、ローカルソーシャルビジネスの創出などを行う。
アミタサーキュラー株式会社
産業廃棄物から天然資源の代替となる循環資源を製造・供給する100%再資源化サービスなど、持続可能な調達・資源活用の総合ソリューション「サーキュラーマテリアル事業」を展開。
独自の「調合技術」を用いて、4,000種類以上の産業廃棄物を再資源化。
AMITA CIRCULAR DESIGN SDN. BHD.
日本語表記：アミタ・サーキュラーデザイン株式会社
アミタグループの海外事業統括会社。本社をマレーシアに置き、アジア・大洋州地域における持続可能な企業経営・地域運営の統合支援を提供。
AMIDAO株式会社
web3関連技術を応用した、トークンエコノミーの設計・開発、オフィスビルや商業施設におけるゼロエミッションやカーボンニュートラルの取り組み支援を行う。
Codo Advisory株式会社
アミタホールディングス株式会社とMCPジャパン・ホールディングス株式会社による合弁会社。
顧客企業の脱炭素経営への移行戦略の立案支援を行う。
サーキュラーリンクス株式会社
アミタホールディングス株式会社とSMFLみらいパートナーズ株式会社による合弁会社。
廃棄物マネジメントに関するシステムの開発・提供、BPOサービスの提供を行う。

## 加盟する主な団体
2021年10月に、持続可能な社会の実現を目指す企業等が、住民・行政・大学等と連携して、サーキュラーエコノミーの推進に取り組む新事業共創パートナーシップ「ジャパン・サーキュラー・エコノミー・パートナーシップ（略称：J-CEP）」の発足に関わった。2024年8月時点で66社加盟。
2024年4月には、「循環」と「共生」をコンセプトに公民の共創を促進する「一般社団法人エコシステム社会機構（略称：ESA）」の発起企業として参画し、共創・協業プラットフォームを推進している。

## 独自の従業員制度

### 働き方
- 週32時間就労（実質週休3日相当）

正社員は1週間に上限8時間まで、独自の「タイムシフト」（基本給減額無しの無給休暇）を取得可能。給与を維持しながらも「労働時間」を濃縮し、時間に縛られず価値創出をする働き方へのシフトを促す制度。
- AMITIME（アミタイム）制度

未利用で消滅する年次有給休暇をグループ全体で貯蓄し、育児や介護、病気などの理由で休みが必要な社員が利用できる制度。

### 休日・休暇制度
- ソーシャルタイム

ボランティアなど社会的活動に参加できる休暇制度。
- ライフワーク休暇

リフレッシュや自己研鑽を目的とし、正社員が取得できる休暇制度。

### その他の制度
- 自己啓発活動支援制度

社員の人間力向上支援のため、 外部研修や資格取得費用の他、芸術鑑賞や書籍購入に一定の補助を支給する制度。
- あみ電手当

日常においても、持続可能なライフスタイルの実現を後押しすべく、社員のFIT電気（再エネ由来）利用を促進する制度。